# 南岗区农垦
南岗区农垦是中华人民共和国黑龙江省哈尔滨市南岗区下辖的一个类似乡级单位。

## 行政区划
下辖以下地区：
南岗农垦虚拟生活区。